# ريجيس كامبو
ريجيس كامبو (بالفرنسية: Régis Campo)‏ هو ملحن فرنسي، ولد في يونيو 1968 في مارسيليا في فرنسا.

## وصلات خارجية
- ريجيس كامبو على موقع IMDb (الإنجليزية)
- ريجيس كامبو على موقع ميوزك برينز (الإنجليزية)
- ريجيس كامبو على موقع ديسكوغز (الإنجليزية)